# Pycnomma canariense
Pycnomma canariense — вид грибів, що належить до монотипового роду Pycnomma. Назва вперше опублікована 1924 року в роботі німецьких мікологів Ганса Зідова та Еріха Вердерманна.